# Halocnemum strobilaceum
Halocnemum strobilaceum (Pall.) M.Bieb. is een zoutminnende struik uit de onderfamilie Salicornioideae van de familie Amaranthaceae. Zeekraal behoort tot dezelfde onderfamilie.
De plant is een chamefyt met verdikte blaadjes zonder doornen of stekels. De bloeitijd is van juni-augustus. De plant komt onder andere voor in de slenk die de Dode Zee met de Rode Zee verbindt
en in de woestijn van de Kaspische laagvlakte.
De struik kan ongeveer een meter hoog worden en bezit een uitgebreid wortelstelsel. Hij komt ook voor in zilte draslanden bij lagunes en bij riviermondingen langs de Middellandse Zee, zoals in Spanje, Tunesië en Italië en is een pionierplant in extreem zilte omstandigheden. Wanneer het zout verdwijnt is deze soort een van de eerste om ook te verdwijnen. De plant wordt dan snel weggeconcurreerd.
... · 
Achyranthes · 
Aerva ·
Alternanthera ·
Amaranthus (Amarant) · 
Atriplex (Melde) · 
Axyris · 
Bassia (Zoutkruid) · 
Beta (Biet) · 
Blitum (Spiesganzenvoet) · 
Celosia · 
Chenopodium (Ganzenvoet) · 
Corispermum (Vlieszaad) · 
Dysphania · 
Halimione (Zoutmelde) · 
Halocnemum · 
Halothamnus · 
Haloxylon · 
Kochia · 
Krascheninnikovia · 
Polycnemum (Knarkruid) · 
Patellifolia · 
Ptilotus · 
Pupalia ·
Salicornia (Zeekraal) · 
Salsola (Loogkruid) · 
Spinacia · 
Suaeda · 
Traganum · 
...